# Знаки почтовой оплаты СССР (1965)
Зна́ки почто́вой опла́ты СССР (1965) — перечень (каталог) знаков почтовой оплаты (почтовых марок), введённых в обращение дирекцией по изданию и экспедированию знаков почтовой оплаты Министерства связи СССР в 1965 году.

## Список коммеморативных (памятных) марок
Порядок следования элементов в таблице соответствует номеру по каталогу марок СССР (ЦФА), в скобках приведены номера по каталогу «Михель».
| № по каталогу                        | Изображение | Описание и источники                           | Номинал   | Дата выпуска        | Тираж     | Художник       |
| ------------------------------------ | ----------- | ---------------------------------------------- | --------- | ------------------- | --------- | -------------- |
| (ЦФА [АО «Марка»] № 3303) (Mi #3136) |             | «С Новым, 1966 годом!»: - Вид на Кремль зимой. | 0,04 руб. | 16 ноября 1965 года | 4 000 000 | Адольф Плетнёв |

## Комментарии
1. ↑  Ниже приведён перечень памятных художественных марок (с возможностью сортировки по номиналу, тиражу и дате введения в обращение).
2. ↑  Новогодняя марка «С Новым, 1966 годом!»: на марке  (ЦФА [АО «Марка»] № 3303) — вид на Кремль зимой, красная, серебристая, чёрная. Глубокая печать, перфорирована: комбинированная гребенчатая зубцовка 12:11½ (на каждые 2 сантиметра края марки приходится 12:11½ зубцов). В марочных листах 25 (5×5)[2][6][7].